# Villademor de la Vega
Villademor de la Vega é um município da Espanha na província de León, comunidade autónoma de Castela e Leão, de área 16,56 km² com população de 390 habitantes (2013) e densidade populacional de 23,45 hab/km².

## Demografia
| Variação demográfica do município entre 1991 e 2004 | Variação demográfica do município entre 1991 e 2004 | Variação demográfica do município entre 1991 e 2004 | Variação demográfica do município entre 1991 e 2004 |
| --------------------------------------------------- | --------------------------------------------------- | --------------------------------------------------- | --------------------------------------------------- |
| 1991                                                | 1996                                                | 2001                                                | 2004                                                |
| 542                                                 | 492                                                 | 442                                                 | 451                                                 |